# Henry Edward Manning
Henry Edward Manning (ur. 15 lipca 1808 roku w Totteridge – zm. 14 stycznia 1892 roku w Londynie) – angielski duchowny katolicki, arcybiskup Westminsteru i kardynał.

## Życiorys
Był najmłodszym synem Williama Manninga – handlowca, który pracował głównie we wschodnich Indiach. Po ukończeniu uniwersytetu w Oksford przyjął święcenia w Kościele anglikańskim (1832 rok). W 1833 poślubił Caroline Sargent, która zmarła po kilku latach. Małżeństwo było bezdzietne. Zbliżył się w latach 40. do ruchu oksfordzkiego, w którym działał energicznie przyszły kardynał John Henry Newman. W roku 1851 dokonał konwersji na katolicyzm. Po paru miesiącach przyjął też święcenia kapłańskie z rąk pierwszego katolickiego arcybiskupa Westminsteru od czasów reformacji Nicholasa Wisemana. Następnie podjął w latach 1852–1855 dalsze studia w Rzymie.
16 maja 1865 został mianowany arcybiskupem Westminsteru. Sakry udzielił biskup Birmingham William Bernard Ullathorne. Uczestniczył w Soborze Watykańskim I, gdzie stanowczo popierał nieomylność papieską, w przeciwieństwie do kard. Newmana. Swoimi ultramontańskimi poglądami zyskał ogromne zaufanie Leona XIII. Jego energiczne rządy spowodowały podwojenie liczby kapłanów w Anglii, wzrost liczby szkół katolickich i klasztorów. Interesował się problemami społecznymi i popierał Rerum novarum. Był jednak przeciwny studiowaniu katolickiej młodzieży na uniwersytetach takich jak Oksford. Kapelusz kardynalski z tytułem prezbitera Santi Andrea e Gregorio al Monte Celio otrzymał w 1875 z rąk papieża Piusa IX. Brał udział w konklawe 1878. Konsekrował swego przyszłego następcę Herberta Vaughana i jego brata Rogera, arcybiskupa Sydney. Pochowany w katedrze londyńskiej.